# Pro*C
Le Pro*C est un outil permettant d'inclure des commandes SQL dans un programme C. Il s'agit en fait d'un précompilateur : le code source Pro*C est traduit en source C avec des appels aux bibliothèques ORACLE.
La compilation complète se fait donc en plusieurs étapes:
1. Le code source mon_bidule.pc est tout d'abord passé au précompilateur Pro*c, ce qui va créer le fichier source C mon_bidule.c
2. Le fichier source mon_bidule.c est passé au compilateur C, ce qui va créer le fichier objet mon_bidule.o
3. Le fichier objet mon_bidule.o est lié aux bibliothèques ORACLE (et éventuellement aux autres fichiers objets s'il y en a) avec l'éditeur de liens, ce qui va créer l'exécutable final mon_bidule

Un point important : lors de la première phase (précompilateur Pro*c), une connexion au serveur ORACLE est effectuée afin de valider les requêtes SQL du code Pro*C.

## Exemple
Exemple de syntaxe Pro*C :
```
EXEC SQL WHENEVER ERROR DO MaProcedureErreur("Mauvaise màj de ma_table!");

EXEC SQL WHENEVER NOT FOUND continue;

EXEC SQL UPDATE ma_table SET ma_colonne = 'abc' WHERE id=2 ;

```